# 조옥현
조옥현(趙玉鉉, 1903년 5월 1일, 전남 순천 ~ ?)은 대한민국의 제헌 국회의원이다. 본관은 옥천이다.

## 약력
- 초대 국회의원 역임
- 전남 순천 소학교 졸업
- 한문 사숙
- 경성 실업학교 중퇴
- 중국 상하이 혜령영문학수학
- 중국 베이징 옌징대학교 수료
- 전남 순천 독립촉성국민회부 지부장
- 한국전쟁 때 조선민주주의인민공화국으로 납북됐다.

## 역대 선거 결과
|  | 48.24% |

|  | 4.26% |

## 참고 자료
- 《대한민국 의정총람》, 국회의원총람발간위원회, 1994년
- 조옥현 - 대한민국헌정회